# Carlos Hasselbaink
Carlos Hasselbaink (Paramaribo, 13 december 1968) is een voormalig Nederlands profvoetballer. Hij stond onder contract bij AZ, Telstar, VVV, FC Utrecht en Haarlem.
Carlos Hasselbaink gold als een snelle, gevaarlijke vleugelaanvaller. Hij is de oudere broer van voormalig Oranje-international Jimmy Floyd Hasselbaink en de oom van Marvin Hasselbaink en Nigel Hasselbaink.
In 2000 kreeg hij bij Haarlem geen profcontract meer aangeboden. Hij liep hierna in het buitenland stage bij onder meer Norwich City en Luton Town, maar dit leverde hem uiteindelijk geen contract op. De aanvaller kwam vervolgens in Nederland nog uit voor amateurclubs SV Marken en SC Voorland en stopte in 2005.

## Statistieken
| Seizoen         | Club            | Competitie      | Competitie | Competitie | Beker | Beker | Nacompetitie | Nacompetitie | Totaal | Totaal |
| Seizoen         | Club            | Competitie      | Wed.       | Dlp.       | Wed.  | Dlp.  | Wed.         | Dlp.         | Wed.   | Dlp.   |
| --------------- | --------------- | --------------- | ---------- | ---------- | ----- | ----- | ------------ | ------------ | ------ | ------ |
| 1990/91         | AZ              | Eerste divisie  | 11         | 2          | 0     | 0     | 1            | 0            | 12     | 2      |
| 1991/92         | AZ              | Eerste divisie  | 14         | 0          | 0     | 0     | —            | —            | 14     | 0      |
| 1992/93         | Telstar         | Eerste divisie  | 32         | 5          | ?     | 1     | —            | —            | ??     | 6      |
| 1993/94         | VVV             | Eredivisie      | 24         | 0          | 2     | 0     | 1            | 0            | 27     | 0      |
| 1994/95         | FC Utrecht      | Eredivisie      | 9          | 0          | 1     | 0     | —            | —            | 10     | 0      |
| 1995/96         | Haarlem         | Eerste divisie  | 34         | 11         | ?     | 2     | —            | —            | ??     | 13     |
| 1996/97         | Haarlem         | Eerste divisie  | 26         | 6          | ?     | 1     | —            | —            | ??     | 7      |
| 1997/98         | Haarlem         | Eerste divisie  | 32         | 4          | ?     | 1     | —            | —            | ??     | 5      |
| 1998/99         | Haarlem         | Eerste divisie  | 27         | 5          | ?     | 0     | —            | —            | ??     | 5      |
| 1999/00         | Haarlem         | Eerste divisie  | 29         | 4          | 4     | 2     | —            | —            | 33     | 6      |
| Carrière totaal | Carrière totaal | Carrière totaal | 238        | 37         | ??    | 7     | 2            | 0            | ???    | 44     |